# Braid (відеогра)
Braid — це пазл-платформена відеогра, розроблена Number None і вважається інді-ігрою. Спочатку гру було випущено в серпні 2008 року для служби Xbox Live Arcade Xbox 360. Порти були розроблені та випущені для Microsoft Windows у квітні 2009 року, Mac OS X у травні 2009 року, PlayStation 3 у листопаді 2009 року та Linux у Грудень 2010. Джонатан Блоу розробив гру як особисту критику сучасних тенденцій у розробці відеоігор. Він самостійно фінансував трирічний проект, працюючи з художником вебкоміксів Девідом Хеллманом над розробкою ілюстрації. Планується випуск ювілейної версії для PlayStation 4, PlayStation 5, Xbox One, Xbox Series X/S, Nintendo Switch, Windows, Mac і Linux з оновленою графікою та коментарями розробників.
Основні сюжетні елементи в Braid розгортаються, коли головний герой, Тім, намагається врятувати принцесу від монстра. Уривки тексту, прокладені протягом гри, розкривають багатогранну розповідь, даючи підказки про споглядання та мотивацію Тіма. У грі представлені традиційні аспекти жанру платформерів, а також об’єднані різноманітні нові можливості маніпулювання часом. Використовуючи ці здібності, гравець просувається в грі, знаходячи та збираючи частини головоломки.
Попередня версія Braid (без остаточного оформлення) отримала нагороду «Інновація в ігровому дизайні» на Independent Games Festival 2006 року, а остаточна версія отримала додаткові нагороди. Гра отримала визнання критиків і зрештою стала найвищою оцінкою на Xbox Live. Деякі рецензенти, однак, критикували ціну гри відносно тривалості гри. Braid розглядають як ключову гру в розвитку незалежної розробки відеоігор, а Блоу та створення Braid були задокументовані у фільмі 2012 року Indie Game: The Movie. Загальний прибуток від гри наближався до 6 мільйонів доларів, станом на  2015, які Блоу використав для фінансування своєї наступної гри The Witness, тривимірної гри-головоломки, випущена в 2016 році.

## Геймплей
У гру «Braid» розв’язують фізичні головоломки в стандартному середовищі платформна гра. Гравець керує головним героєм Тімом, який бігає, стрибає та лазить по рівнях гри. Тім стрибає та топтає ворогів, щоб перемогти їх, і може збирати ключі, щоб відмикати двері, або використовувати важелі, щоб запускати платформи. Визначальним елементом гри є необмежена здатність гравця повертати час назад і перемотувати дії навіть після смерті. Гра поділена на шість світів, які досліджуються послідовно і в які можна потрапити з різних кімнат будинку Тіма; гравець може повернутися до будь-якого світу, який відвідав раніше, щоб спробувати розгадати пропущені головоломки.
Кожен світ має власну ігрову механіку на основі часу:
- 2. Time and Forgiveness (укр. Час і прощення) грає як звичайна платформна гра, за винятком того, що гравець може перемотати час назад, щоб скасувати свої дії. Цей розділ містить кілька завдань, які були б неможливими або несправедливими у звичайній грі на платформі, але стають можливими, коли доступна механіка перемотування.
- 3. Time and Mystery (укр. Час і таємниця) представляє об’єкти, оточені зеленим світінням, на які не впливає маніпулювання часом; наприклад, перемикачі залишатимуться натиснутими, навіть якщо час перемотати назад до моменту виконання дії. Таким чином, перемотування назад можна використовувати для зміни синхронізації між об’єктами, які можна і не можна перемотувати назад, що є основою багатьох головоломок у цьому розділі.[7] Ця тема також використовується в пізніших світах для позначення об'єктів, на які не впливає маніпулювання часом гравця.[8]
- 4. Time and Place (укр. Час і місце) пов’язує плин часу з розташуванням персонажа гравця на горизонтальній осі. Коли гравець рухається праворуч, час тече вперед, тоді як рух ліворуч змінює потік; стоячи на місці або рухаючись вертикально призведе до призупинення часу. Розташування гравця має бути ретельно кероване щодо ворогів і об'єктів.[7]
- 5. Time and Decision (укр. Час і рішення) передбачає «тінь» персонажа гравця, що з’являється після того, як гравець перемотує час і виконує дії, які перемотав справжній персонаж гравця; якщо часова шкала закінчиться, тінь завершить будь-які розпочаті падіння та стрибки, але в іншому випадку зупиниться на місці, перш ніж зникнути. Речі фіолетового кольору можуть взаємодіяти як з головним героєм, так і з його тінню одночасно. Головоломки в цьому розділі пов’язані з використанням цієї механіки для виконання кількох дій одночасно.[7]
- 6. Hesitance (укр. Вагання) надає гравцеві магічне кільце, яке, коли його впаде, спотворює потік часу навколо себе; чим ближче рухомі об'єкти (включаючи Тіма), тим повільніше для них тече час. Звичайний контроль перемотування залишається доступним.[7]
- Останній світ позначено просто «1». У цьому світі час тече навпаки. Перемотування часу назад повертає потік часу до нормального стану.[9]

## Відгуки
| Агрегатор  | Оцінка                              |
| ---------- | ----------------------------------- |
| Metacritic | X360: 93/100 PC: 90/100 PS3: 93/100 |

| Видання                            | Оцінка                  |
| ---------------------------------- | ----------------------- |
| 1Up.com                            | X360: A+                |
| Destructoid                        | 9.7/10                  |
| Edge                               | X360: 9/10              |
| Eurogamer                          | X360: 10/10             |
| GameSpot                           | X360: 9.5/10            |
| Giant Bomb                         | [ 16 ]                  |
| IGN                                | X360: 8.8/10 PC: 8.8/10 |
| PlayStation Official Magazine — UK | 10/10                   |
| Official Xbox Magazine (США)       | X360: 9/10              |

Після випуску в Xbox Live Arcade Braid отримала визнання критиків із загальною оцінкою 93/100 на Metacritic, що зробило її найпопулярнішою грою Xbox Live Arcade і 10-ю за рейтингом грою для Xbox 360. За перший тиждень релізу Braid придбали понад 55 000 людей. За словами Блоу, Braid був другою за обсягом продажів Xbox Live Arcade у 2008 році, і продажі були «дуже прибутковими», що принесло йому більше грошей, ніж якби він працював на високооплачуваній роботі протягом часу, який знадобився для розвивати гру. До квітня 2012 року було продано 450 000 копій гри. До 2014 року Блоу заявив, що продажі Braid принесли понад 4 мільйони доларів доходу, більшу частину яких він використав для розробки своєї гри The Witness 2016 року.

## Розробка
Закінчення гри навмисне неоднозначне та підлягало численним інтерпретаціям.